# Ургушівська сільська рада
Ургу́шівська сільська рада (рос. Ургушевский сельский совет) — муніципальне утворення у складі Караідельського району Башкортостану, Росія. Адміністративний центр — село Ургуш.

## Населення
Населення — 1282 особи (2019, 1520 в 2010, 1653 в 2002).

## Склад
До складу поселення входять такі населені пункти:
| Населений пункт       | Населення, осіб (2002) | Населення, осіб (2010) |
| --------------------- | ---------------------- | ---------------------- |
| Аркаул, присілок      | 11                     | 4                      |
| Горне, присілок       | 63                     | 30                     |
| Дубровка, присілок    | 131                    | 110                    |
| Зуєвка, присілок      | 132                    | 107                    |
| Роздольє, село        | 246                    | 237                    |
| Сулейманово, присілок | 202                    | 154                    |
| Турново, присілок     | 103                    | 77                     |
| Ургуш, село           | 654                    | 704                    |
| Чебиково, присілок    | 111                    | 97                     |